# Berg van de Moeder Gods

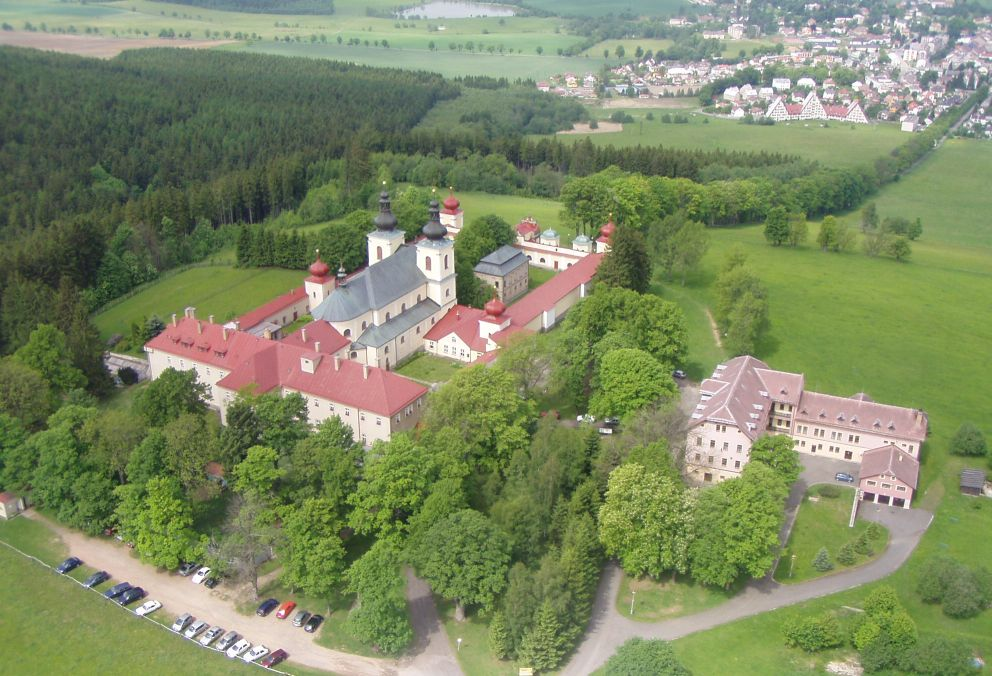

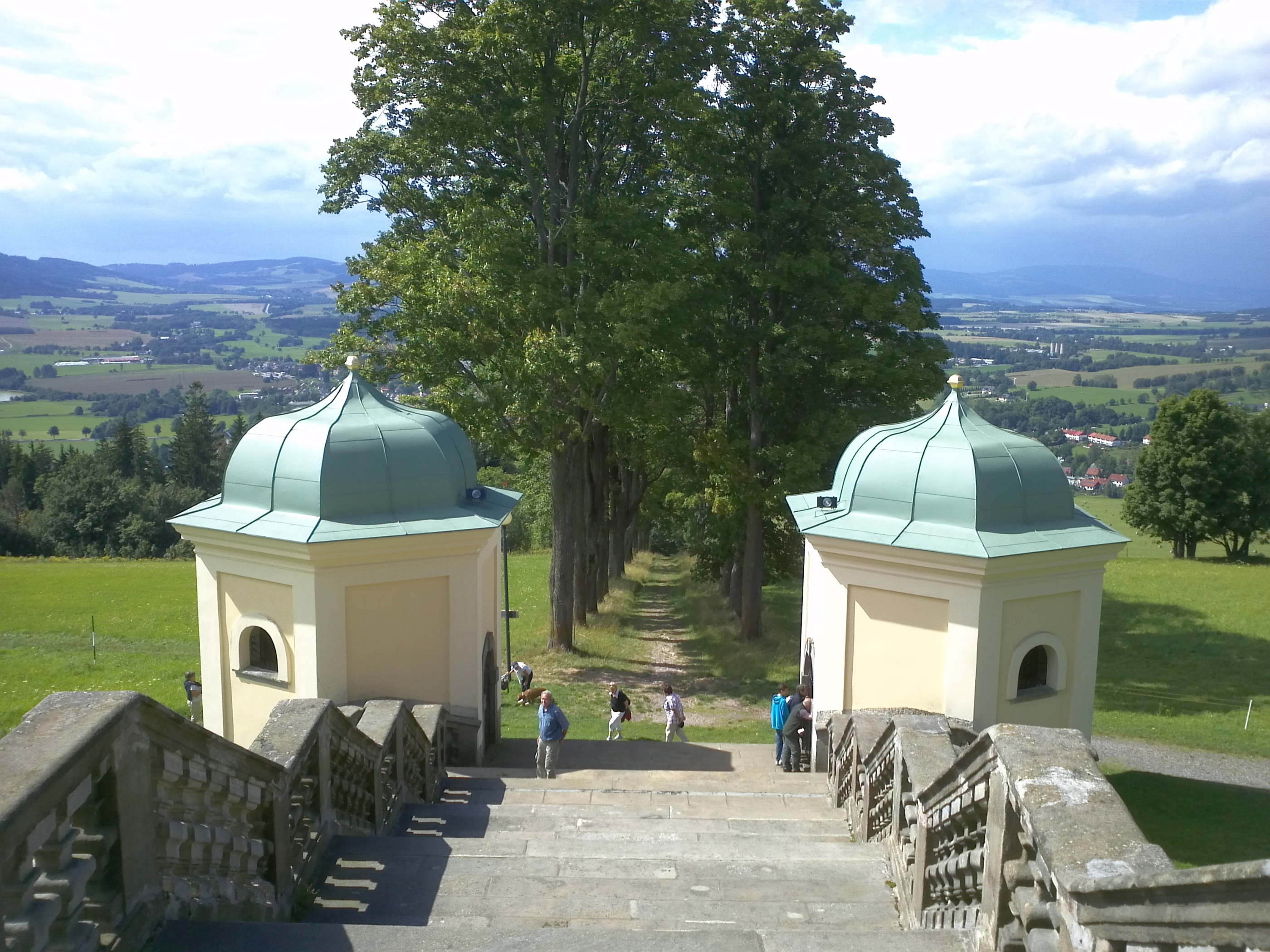

De Berg van de Moeder Gods (Duits: Marienberg of Muttergottesberg, Tsjechisch Hora Matky Boží; oorspronkelijke naam De Kale Berg), is een berg in Noord Moravië, ongeveer 1,5 kilometer ten oosten van de stad Králíky. Op de 760 meter hoge berg bevindt zich een imposant gebouwencomplex, bestaande uit een kerk, klooster en pelgrimshuis, en is een belangrijk bedevaartsoord in Tsjechië.

## Geschiedenis
De Kale Berg was al enige tijd geliefd onder bedevaartgangers vanwege een geheimzinnig schijnsel wat soms te zien was boven de berg, en dat de hele omgeving verlichtte. In 1696 begon bisschop en streekgenoot Jan Tobias Becker (1646-1710) op deze plek met de bouw van een kerk, die de naam Maria Hemelvaart kreeg, en in 1700 werd voltooid. In hetzelfde jaar werd een schilderij overgebracht uit de Roomse dom Santa Maria Maggiore, waarvan men geloofde dat het geschilderd is door de evangelist Lucas. Dit schilderij werd het hart van het bedevaartsoord, en de Kale Berg kreeg zijn nieuwe naam: Mariaberg, of ‘Berg van de Moeder van God’.
In 1701 liet Tobias Becker een ambulatorium bouwen, en tussen 1706 en 1710 een klooster voor de Servietenorde. De toegangsweg vanuit Králíky werd verfraaid met een uit zeven zeshoekige kapelletjes bestaande kruisweg. In deze kapellen is een verzameling te vinden van bijzondere afbeeldingen uit de lijdensweg van Christus.
In 1710 bezochten 10.000 pelgrims het oord om bescherming te vragen tegen de toen heersende pest. Tot op de dag van vandaag is de Mariaberg een geliefd pelgrimsoord. 
Voor toeristen is het complex aantrekkelijk vanwege de ligging (hoog boven op een berg, met een prachtig uitzicht), en de opvallende grote witte gebouwen met de zeskantige rode torens, die van grote afstand te zien zijn; de imposante toegangsweg naar boven, omgeven door rijen lindebomen, torens, kapellen en een hoge trap, en het zeer fraaie, barokke interieur. Het bedevaartsoord heeft een herberg voor pelgrims en een winkel. Dagelijks worden rondleidingen gegeven of kan men zelf de gebouwen van binnen bezichtigen. In de kerk en het klooster bevindt zich een rijke verzameling van barokke kunst, beelden en schilderijen.
Een onderdeel van het bedevaartsoord vormt het klooster, waar redemptoristen de servieten opvolgden, die het klooster beheerden als onderdeel van het bisdom Hradec Králové. Ten tijde van het communisme in Tsjechië fungeerden het klooster als interneringskamp voor monniken. Na 1989 werd het complex teruggegeven aan de Redemptoristen, en werd een aanvang gemaakt met restauratie van de gebouwen.